# Pseudaleuroplatus
Pseudaleuroplatus es un género hemiptera de la familia Aleyrodidae, con una subfamilia: Aleyrodinae.

## Especies
Las especies de este género son:
- Pseudaleuroplatus kiensis Martin, 1999
- Pseudaleuroplatus litseae (Dumbleton, 1956)